# جورک
جورک، روستایی از توابع شهرستان بیضا  در استان فارس ایران است.

## جمعیت
این روستا در دهستان شش پیر قرار دارد و براساس سرشماری مرکز آمار ایران در سال ۱۳۸۵، جمعیت آن ۲۵۴ نفر (۶۰خانوار) بوده‌است.